# Họ Sen cạn
Họ Sen cạn (danh pháp khoa học: Tropaeolaceae) là một họ nhỏ có 3 chi và khoảng 80-90 loài thực vật thân thảo, mềm, bò trên mặt đất. Một chi là Tropaeolum, được biết đến dưới tên gọi phổ biến là sen cạn, bao gồm một số loài cây hoa phổ biến trồng trong vườn, cũng như có một loài (mashua - T. tuberosum) là cây cung cấp rau ăn ở vùng Nam Mỹ.

## Hình ảnh

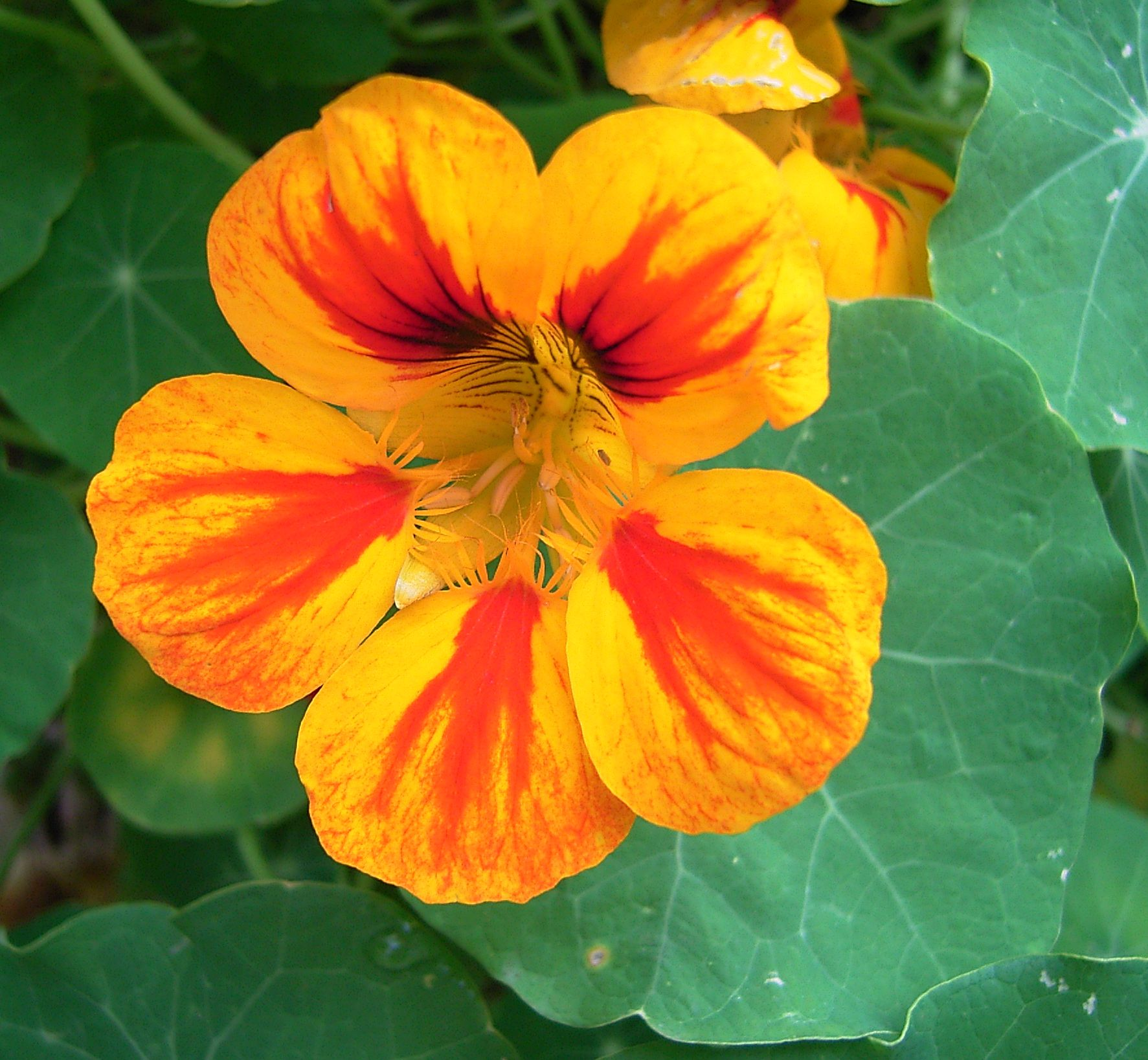
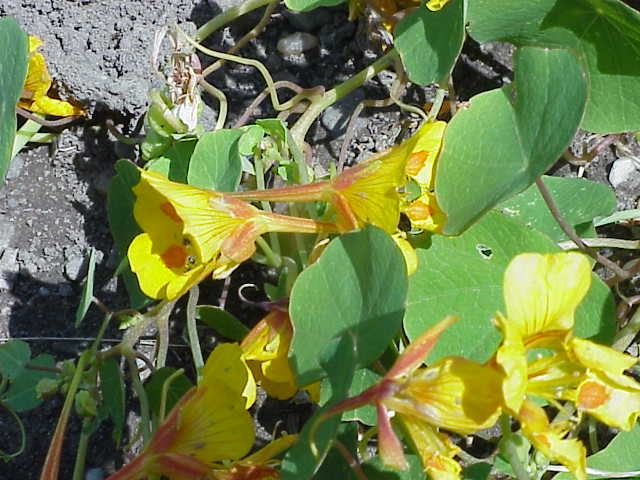
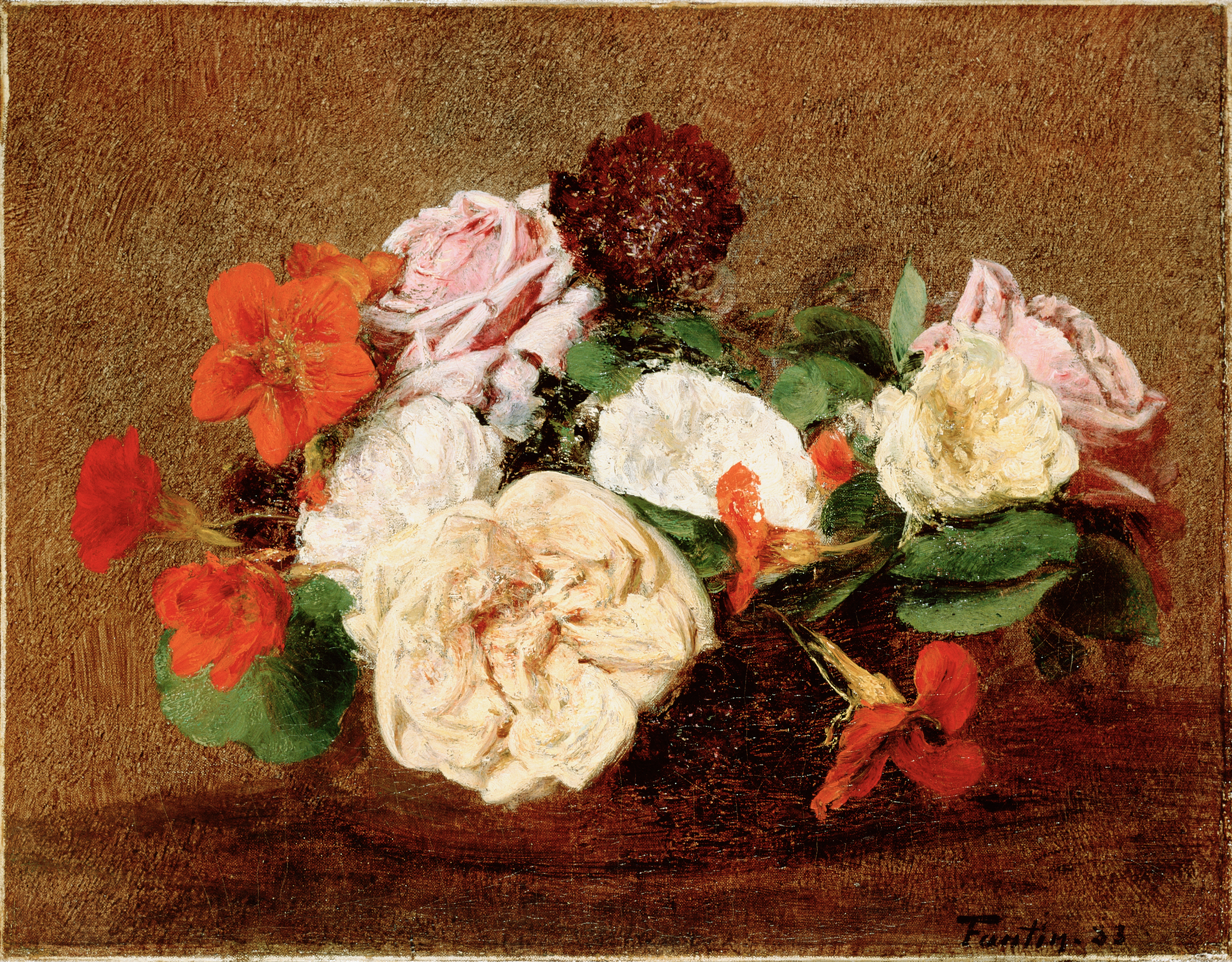
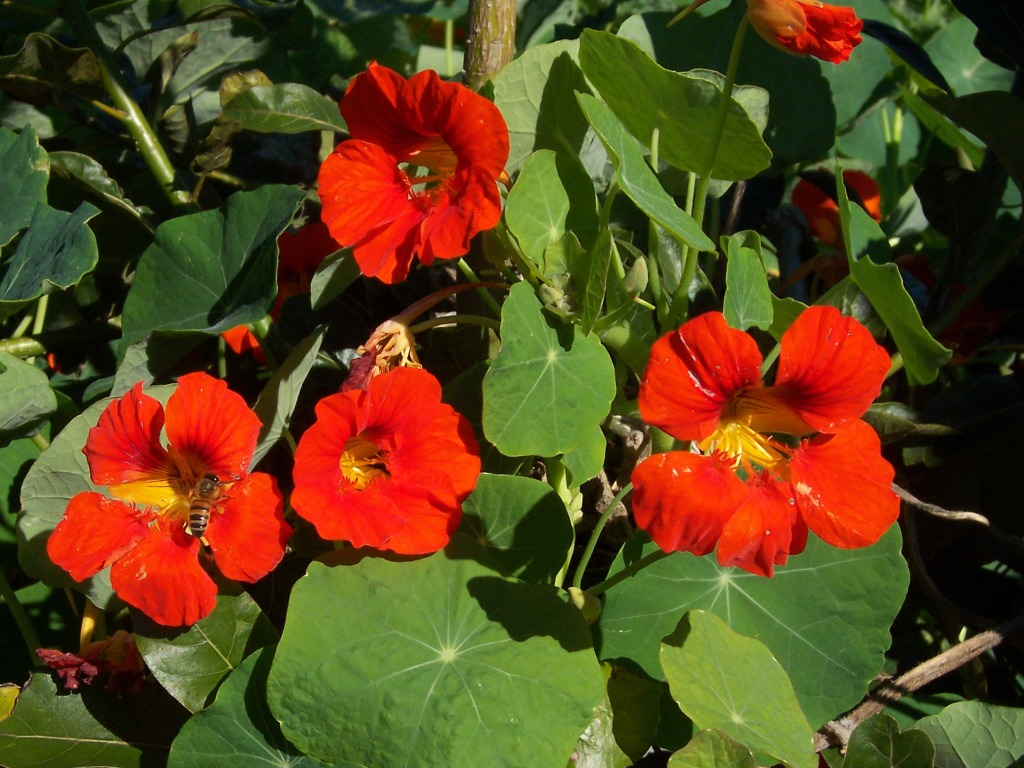